# Brienza
Brienza es uno de los cien municipios que integran la Provincia de Potenza, con una población estimada de 4.055 habitantes, según conteo realizado en 2006, repartidos en un territorio de 82,69 km². 
Se encuentra ubicada al noroeste de esta provincia, muy cerca del parque nacional del Cillento e Vallo de Diano en una región montañosa.

## Historia
Aunque no está bien determinada la historia, es casi seguro que el centro fue fundado bajo el nombre de Burguntia o Buregentia alrededor del siglo VIII d. C. , como un fuerte ubicado en un lugar inaccesible para las tropas invasoras, y en un punto estratégico para el dominio del valle que lo rodea. 
Pasando por las manos de varios señores Feudales, Brienza estuvo fuertemente vinculada con la familia Caracciolo, quienes se establecieron en esta fortaleza o castillo desde el siglo XVI, y la ampliaron, convirtiéndose en los grandes señores feudales de esta región. El último gran feudatario fue Literio Caracciolo en el 1700, el cual se hizo cargo de la ciudad que iba creciendo alrededor de su castillo, además de dotar al mismo de nutridas obras de arte. Igualmente refundó el “Monte del S.S. Rosario de Brienza”, un centro benéfico que se encargaba de los pobres de la región, dotándoles de atenciones médicas gratuitas y de la alimentación en algunas ocasiones.
Como casi todos los pueblos italianos del sur, fue desarrollándose con su actividad agrícola, y adaptándose a los cambios políticos que se fueron suscitando a lo largo de la historia, en los cuales estuvo bajo el dominio del Imperio español, perteneciendo al Reino de las Dos Sicilias, hasta 1860, y el 17 de marzo de 1861 junto a los estados de la península itálica, cuando las Dos Sicilias se unieron formando el Reino de Italia, el cual sería organizado por el monarca Víctor Manuel II, de la dinastía Saboya, hasta entonces gobernante en Piamonte y rey de Cerdeña.
Desde entonces hasta nuestros días ha vivido los estragos de la Primera y Segunda Guerra Mundial, la formación de la República Italiana, siempre mantenida por su actividad agrícola, y en los últimos tiempos por ciertos ingresos derivados por el turismo en la región.

## Evolución Demográfica del Municipio

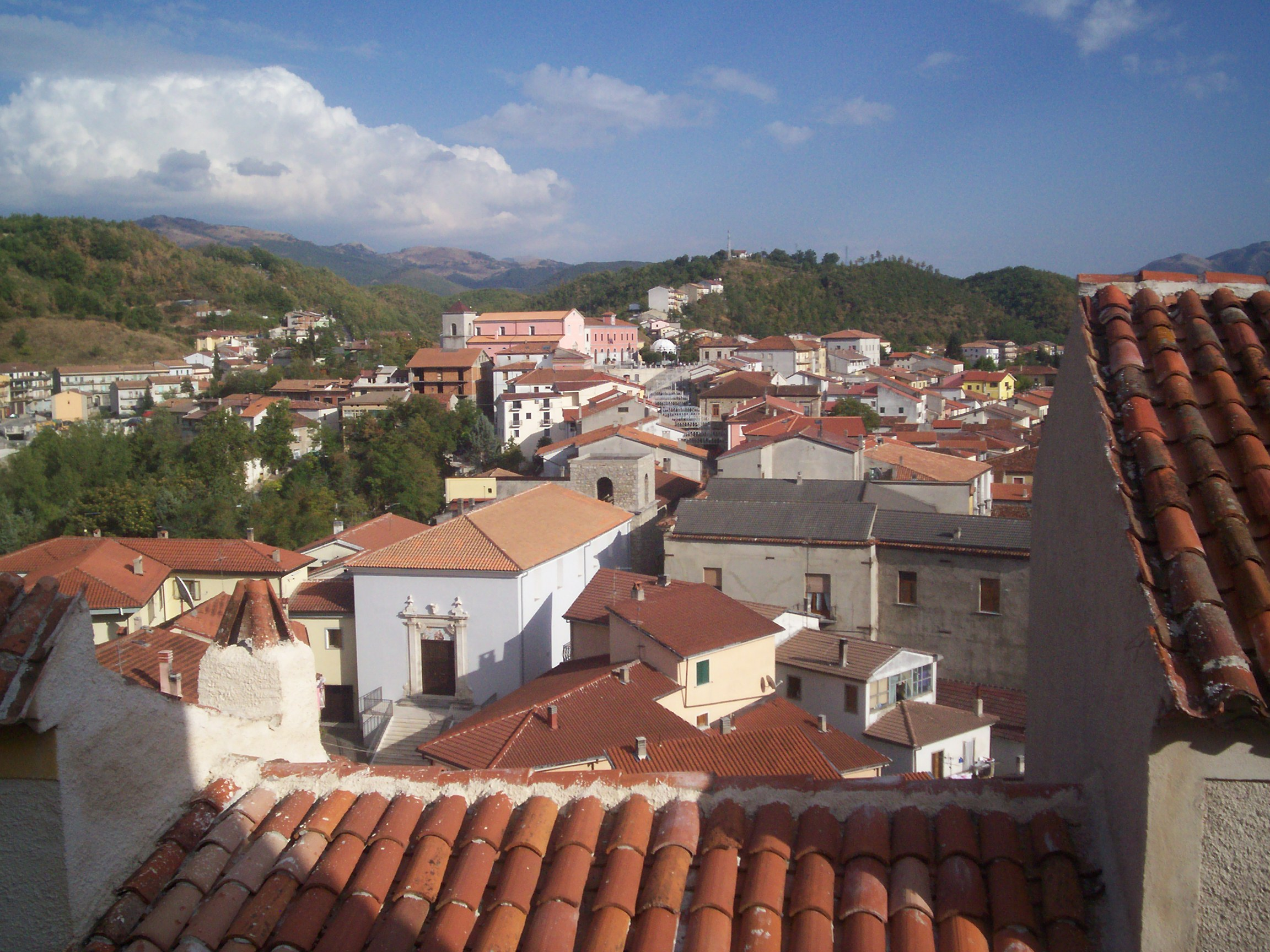
"Vista aérea de la Ciudad de Brienza".

| Gráfica de evolución demográfica de Brienza entre 1861 y 2001 |
|                                                               |
| Fuente ISTAT - elaboración gráfica de Wikipedia               |

## Lugares de Interés
Brienza es una de las pocas ciudades de Basilicata que aún conserva, en muy buen estado, arquitectura del periodo medieval. En todo el centro de la ciudad, cuidando del valle, surge el Castello Caracciolo, un fuerte del que emana la historia de esta ciudad, y con una riqueza histórica y artística muy reconocida.
Cerca de esta fortificación esta la Plaza del Municipio con un monumento conmemorativo a Mario Pagano ciudadano brienzano de 1700, mártir de la República Partenopea. A pocos metros se encuentra el Convento de los Hermanos Menores Observadores, hermoso convento que data desde 1571 y que reúne una serie frescos de Leonardo Giampietro (1741), reconocido artista de la escuela de Miguel Ángel.

## Fiestas Patronales

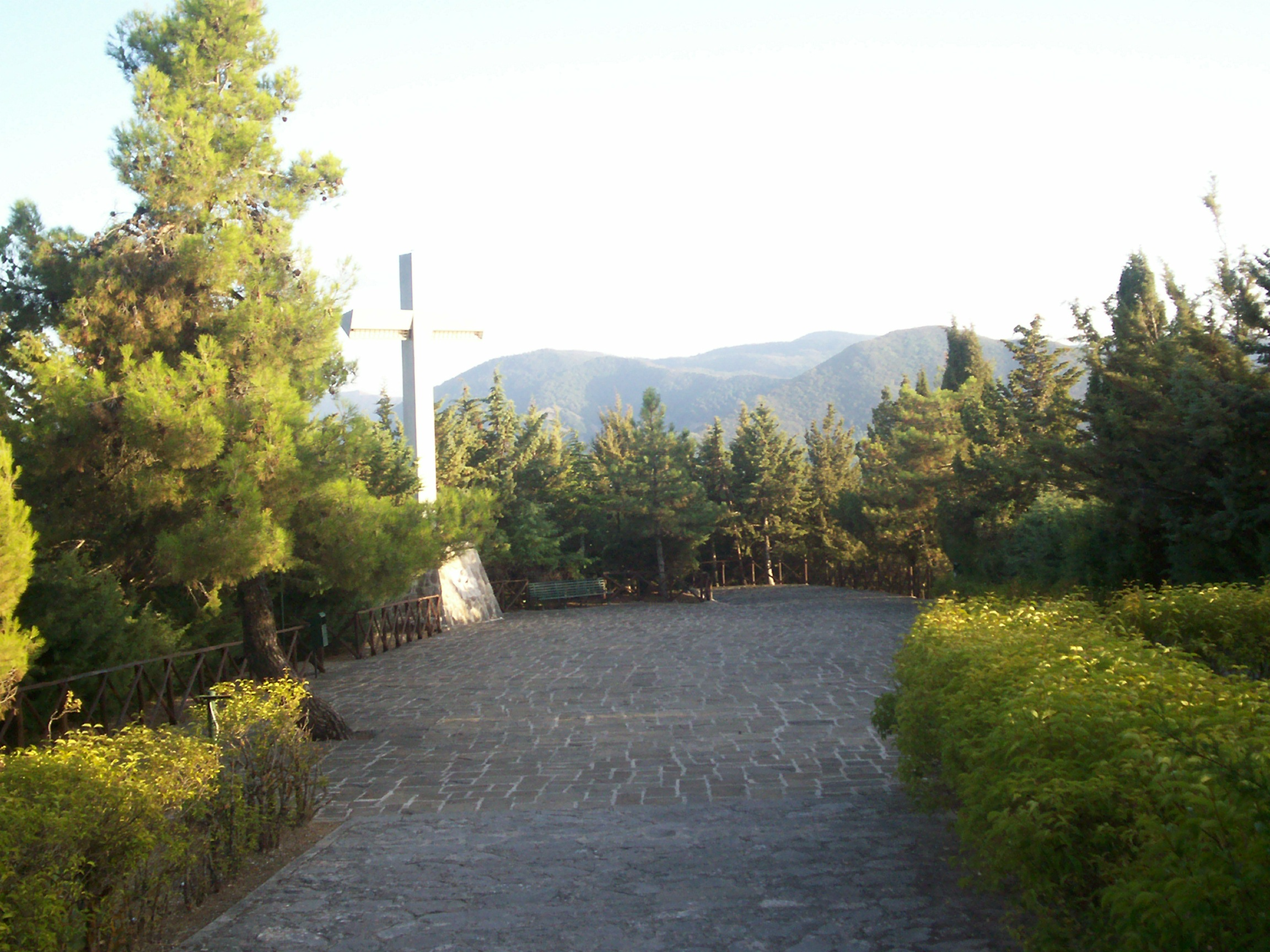
"Vista de donde parte el cristo del Crucifijo".

- 10 de mayo, Fiesta del Patrono del Pueblo San Cataldo.
- Tercer Domingo de septiembre, Fiesta del Santísimo Crucifijo (Festa del Santissimo Crocifisso), la fiesta más esperada del pueblo. En esta fiesta se realiza una larga Procesión dividida en dos partes, una de ellas parte de la Plaza de Mario Pagano con la Virgen María, la otra parte viene desde una iglesia ubicada en la sima de la montaña con el Cristo, a mitad de camino se encuentran y se realiza una misa conmemorativa, representando el encuentro entre la madre y el hijo luego de un año separados. Posteriormente la procesión continúa, dirigiéndose hacia la plaza Mario Pagano nuevamente, donde un ángel (representado por un niño seleccionado por sus méritos escolares) desciende desde un balcón frente a la plaza y lee un manuscrito y bendice las fiestas. Esta fiesta termina con una feria nocturna, con artistas invitados, espectáculos, y un cierre de luces artificiales digno de ver. La fiesta comienza el primer domingo del mismo mes, domingo del Santísimo Crucifijo de Brienza.